# Sauce piquante (film)
Pour les articles homonymes, voir Docteur Jekyll et M. Hyde.
Pour plus de détails, voir Fiche technique et Distribution.
Sauce piquante (Dr. Pyckle and Mr. Pryde) est une comédie muette sortie le 30 juillet 1925. Le film est réalisé par Scott Pembroke & Joe Rock.
Tourné dans les décors de Notre-Dame de Paris, ce film est considéré comme le meilleur de Stan Laurel produit par Joe Rock.

## Synopsis
Premier carton
Avant-propos
Nous tremblons face au tumulte du Bien et du Mal - qui luttent en nous, mais si la Science les séparait, le Mal prospérerait, le Crime se déchaînerait - Même les saxophonistes seraient tolérés.
Deuxième carton
L’Angleterre du XIXe siècle n'était pas ce qu'elle aurait pu être - Elle n'était pas l'Italie par exemple.
Troisième carton
Le docteur Stanislaus Pyckle était l'homme le plus respecté de la ville - Dieu sait pourquoi - Note : Le i grec de "Pyckle" se prononce comme dans "Piment". nul
Quatrième carton
Une délicate Miss anglaise - Ne blâmez pas l'Angleterre - Cela peut arriver à tout le monde (A dainty Englis Miss - Don't blame England - We all miss occasionally)
Stan Laurel parodie Docteur Jekyll et Mister Hyde de John S. Robertson d'après l'œuvre L'Étrange Cas du docteur Jekyll et de M. Hyde de Robert Louis Stevenson. Après l’absorption de sa préparation mousseuse, Stan devient un monstre, mais qui ne réalise que des tours de gamin : vol de cornet de glace, jet de boulettes avec une sarbacane, éclatement de sac en papier... Cependant,après être redevenu Pyckle, sa main redevient celle de Mr Pride. Son admiratrice désirait entrer, Pride lui dit d'entrer et la jeune femme qui le vit, crie effrayée. Pride avale la clef et s'approche, la femme le frappe avec un vase car il lui a fait un clin d'œil.

## Distribution
- Stan Laurel : Dr Pyckle/Mr. Pryde (ou Mr. Pride)
- Julie Leonard : l'assistante du Dr Pyckle
- Pete the Dog : le chien Pete
- Syd Crossley (non crédité)
- Dot Farley (non crédité)

## Fiche technique
- Réalisation : Scott Pembroke & Joe Rock
- Scénario : Tay Garnett
d’après Robert Louis Stevenson
- Pays de production :  États-Unis
- Genre : cinéma muet, comédie burlesque
- Durée : 22 minutes
- Photo : Edgar Lyons
- Producteur : Joe Rock
- Distribution : Pathé Exchange
- Date de sortie : 30 juillet 1925